# 佩列霍季夫卡
51°12′12″N 31°32′25″E / 51.20333°N 31.54028°E
佩列霍季夫卡（烏克蘭語：Переходівка），是烏克蘭北部的村莊，隸屬切爾尼希夫州的尼任區。該村始建於1550年，面積0.89平方公里，海拔高度119米，2001年人口264。